# Iločki
Iločki (u starim izvorima de Illoch, de Wylak, de Voilack i dr.; mađar.: Újlaki), hrvatska velikaška obitelj koja je tijekom kasnog srednjeg vijeka, sve do početka 16. stoljeća, imala značajnu ulogu i utjecaj u političkom, kulturnom i društvenom životu u Hrvatskom Kraljevstvu u personalnoj uniji s Ugarskom, udarivši osobiti pečat na povijest Slavonije i Srijema.

## Obiteljska povijest

### Ishodišta podrijetla
Obitelj Iločkih odvjetak je plemićkog roda poznatog po pridjevku Orahovički, kojeg su dobili po svom posjedu Orahovici u srednjovjekovnoj Križevačkoj županiji. Najstariji poznati predak roda bio je Gug (u nekim izvorima Göge), koji je živio u 13. stoljeću i čije etničko podrijetlo nije sa stopostotnom sigurnošću utvrđeno. Povjesničari su ustanovili da su se Gugovi najstariji posjedi nalazili na području srednjovjekovne Dubičke županije u tadašnjoj „donjoj Slavoniji“, pa su zaključili da odonamo i vuče podrijetlo. Tijekom vremena pripadnici roda stjecali su nove posjede u Hrvatskoj i Ugarskoj, među kojima Orahovicu i neke posjede na području Bukovice, Viljeva i Jošave u Križevačkoj i Virovitičkoj županiji, te Palotu u ugarskoj Vesprimskoj i Galgócu (današnji Hlohovec u Slovačkoj) u ondašnjoj Nitranskoj županiji. Godine 1364. dobivaju Ilok i po njemu se nešto kasnije počinju nazivati Iločki.
Ne valja ih miješati s drugom obitelji Iločkih koji su od roda Csáka.

### Uspon obitelji
Gug je imao tri sina, Ivana, Grgura i Stjepana, od kojih se Ivan spominje godine 1281. kao kraljevski povjerenik koji uvodi tadašnjeg slavonskog bana Petra od Dobre Kuće, odnosno Petra Pakračkog, u jedan posjed pokraj Ilove. Od petorice Ivanovih sinova, najviše su se istakli Lovro (zvan Tót, odnosno Sclavus = Slaven) i Ugrin. Ugrin je bio kraljev zastavnik i varaždinski župan, a Lovro se već od 1312. godine spominje kao zastavnik hrvatsko-ugarskog kralja Karla Roberta, dok 1328. postaje kaštelanom u kraljevoj tvrđavi Šintavi. Od ostale braće, Egidije je poginuo u jednom vojnom pohodu 1328. godine, a Jakov i Ivan II. osnovali su svoje ogranke obitelji, koji su tijekom 15. stoljeća (oko 1430.) izumrli.
Zanimljivo je da su braća 1328. godine došla u posjed znamenite tvrđave Zrin, koju im je u zalog dao bivši slavonski i hrvatski ban Ivan I. Babonić. Nešto kasnije Zrin postaje njihovo trajno vlasništvo, ali im ga kralj Ljudevit Anžuvinski 1347. oduzima i daje Jurju I. Zrinskom, a oni u zamjenu dobivaju druge posjede.
Lovro je 1340. godine postao nyitranskim županom, i tu je dužnost vršio do 1348., a u međuvremenu je bio i glavni kraljevski tavernik, odnosno rizničar (1344-46), te varaždinski, šopronski i vaški (Željezna županija) župan (1347-1348). Umro je 1349. godine, ostavivši trojicu sinova: Nikolu, Bartola i Lenkusa (u mađarskim izvorima Lőkös). 
Za daljnji uspon roda najznačajniji je Lovrin sin Nikola, zvan Kont, s pridjevkom Orahovički, koji je kao vjeran kraljev podanik sudjelovao u mnogim vojnim pohodima, istaknuvši se posebno u bitkama u Italiji, gdje je dobio nadimak Kont (od talijanske riječi conte = grof). Sredinom 14. stoljeća on je postao jedan od najvažnijih Ljudevitovih velikaša i priskrbio si nova imanja i titule. U razdoblju 1345-1351. obnašao je dužnost kraljevskog peharnika, 1351. postaje erdeljski vojvoda, a 1356. ugarski palatin, najviši kraljev državni dužnosnik. U međuvremenu je bio i župan u više hrvatskih i ugarskih županija. Kao palatin je zapovijedao godine 1363. Ljudevitovom vojskom u pohodu na Bosnu (kojom je tada vladao ban Tvrtko Kotromanić), te na Bugarsku (1365). Kada je 1364. godine izumro iločki ogranak ugarske plemićke obitelji Csák, kralj je Ilok i pripadajuće vlastelinstvo 1365. dodijelio Nikoli Kontu i njegovom nećaku Ladislavu, Lenkusovom sinu. Nešto kasnije, njihovi su se potomci počeli nazivati Iločki, te prebacili svoje sjedište u taj dobro utvrđeni grad ponad Dunava. 
Nikolina braća Bartol (umro 1352.) i Lenkus (umro 1359.) u to su vrijeme također bili državni dužnosnici, Bartol kao glavni peharnik (1351-1352), a Lenkus kao glavni peharnik i glavni trpeznik (1352-1359). 
Nikola Kont umro je 1367. godine, a naslijedili su ga sinovi Nikola II. (†1397.) i Bartol II. (†1393.), koji nisu dosegli moć i slavu svog oca. Dva Bartolova sina iz sljedeće generacije Iločkih postali su mačvanski banovi, i to Ladislav (†1418.) u razdoblju 1410-1418., a Mirko /Emerik/ (†1419.) nakon njega, sve do svoje smrti. Mirkova kći Marta udala se za moćnog krčkog kneza Nikolu IV. Frankopana.

### Vrhunac moći i nestanak
Ladislav Iločki je iza sebe ostavio petoricu sinova: Ivana III., Stjepana III., Nikolu V., Petra i Pavla. Među njima najistaknutije mjesto pripada Nikoli V. Iločkom, koji je bio mačvanski (1438. – 1458.), slavonski (1457. – 1463.) i usorski ban, erdeljski vojvoda (1441. – 1458.) i bosanski kralj (1471. – 1477.), dovevši obitelj do vrhunca moći. Rođen oko godine 1410., najvjerojatnije u Paloti, on je sjedište imao u Iloku i uglavnom boravio ondje. 
Živjevši u burnim vremenima, u doba nadiranja Turaka i čestih promjena na tronu hrvatsko-ugarskih kraljeva, Nikola se prilagodio tim uvjetima, ponekad radikalno mijenjajući strane u dinastičkim sukobima, kako bi izvukao što više koristi za svoje interese. Podržavao je, na primjer, tek rođenog kralja Ladislava V. Habsburškog, ali je kasnije prešao na stranu Vladislava I. Jagelovića. Poslije kraljeve pogibije u bitci kod Varne 1444. godine, bio je sklon Habsburzima, te 1458. nije podržao novoizabranog kralja Matiju Korvina, koji mu je zbog toga oduzeo sve titule i ovlasti. Ipak, poslije je taj sukob izglađen, pa su Nikoli vraćene sve oduzete časti, dapače, imenovan je kraljem Bosne.
Nikola V. je u svoja dva braka imao ukupno osmero djece, i to četiri sina i četiri kćeri, ali ga je od sinova nadživio samo Lovro III., dok su ostali umrli u mladenačkoj dobi. Jedna od njegovih kćeri, Katarina, udala se za Ivana Kurjakovića, krbavskog kneza.       
Lovro III. se rodio 1459. godine, a 1477. naslijedio je sva očeva dobra. Zadržao je ugled i moć obitelji, a nosio je titulu hercega (vojvode). Tijekom života obavljao je mnoge funkcije. U razdoblju 1477-1492. obnašao je, primjerice, dužnost mačvanskog bana, a pod kraj života bio je i kraljevski dvorski sudac (1518-1524). Nakon smrti kralja Matije Korvina 1490. godine pridružio se većini slavonskih velikaša koji su podupirali njegovog nezakonitog sina Ivaniša u namjeri da postane hrvatsko-ugarski kralj. Kada je ipak kraljem 1490. godine postao Vladislav II. Jagelović, Lovro to nije prihvatio, nego je prešao na stranu trećeg aspiranta na prijestolje, rimsko-njemačkog cara Maksimilijana I. Habsburškog, koji je započeo rat s Jagelovićem. Godine 1494. kraljeva je vojska osvojila skoro sva Lovrina glavna uporišta, a on je našao pribježište u Ružica gradu kod Orahovice. Vladislav II. je uspio pobijediti u sukobu i učvrstiti se na prijestolju, a nešto kasnije se pomirio s Lovrom i 1496. vratio mu njegove posjede. Uvjet za to je bio da, ako Lovro nakon svoje smrti ne bude imao nasljednika, sva njegova imanja pripadnu državi, što se 1524. godine i dogodilo.
Lovrinom smrću izumrla je jedna od najmoćnijih hrvatskih obitelji toga doba, čiji su najistaknutiji članovi imali ključnu i nezaobilaznu ulogu u zbivanjima u Hrvatsko-ugarskom Kraljevstvu, napose u dinastičkim borbama za prijestolje.

## Najpoznatiji članovi obitelji
Najpoznatiji članovi obitelji u razdoblju od 14. do 16. stoljeća bili su:
- Lovro I., zvan Tót, odnosno Sclavus (= Slaven), († 1349.), od 1312. godine zastavnik hrvatsko-ugarskog kralja Karla Roberta, od 1328. kaštelan kraljeve tvrđave Šintave, od 1340. nitranski župan, zatim glavni kraljevski tavernik, odnosno rizničar (1344. – 1346.), te varaždinski, šopronski i vaški župan (1347. – 1348.)
  - Nikola I., zvan Kont, († 1367.), sin Lovre, kraljevski peharnik (1345. – 1351.), od 1351. erdeljski vojvoda, od 1356. ugarski palatin, u međuvremenu župan u više županija
    - Nikola II. Iločki (†1397.), sin Nikole Konta[3]
    - Bartul II. Iločki (†1393.), sin Nikole Konta[3]
      - Mirko (Emerik), mačvanski ban, sin Bartola Iločkog,[3]
        - Marta, Mirkova kćer, supruga moćnog krčkog kneza Nikole IV. Frankopana

    - Katarina Iločka, kćer Nikole Konta[3]
    - Ladislav, (†1418.), unuk Nikole I., mačvanski ban (1410-1418.), sin Bartola Iločkog[3]
      - Stjepan, mačvanski ban, sin Ladislava Iločkog,[3]
      - Nikola V., (*1410; †1477.), sin Ladislava, mačvanski (1438-1458), slavonski (1457-1463) i usorski ban, erdeljski vojvoda (1441-1458) i bosanski kralj (1471-1477)
        - Lovro III., (*1459; †1524.), sin Nikole V., bosanski herceg (vojvoda), mačvanski ban (1477. – 1492.) i kraljevski dvorski sudac (1518. – 1524.)
- Bartol I., brat Lovrin, glavni dvorski peharnik
- Lenkus, brat Lovrin, glavni dvorski trpeznik
  - Ladislav, Lenkusov sin, vlasnik grada Iloka

## Vanjske poveznice
- Obitelj Iločki u enciklopediji Leksikografskog zavoda „Miroslav Krleža“
- Nikola Iločki u Hrvatskom biografskom leksikonu
- Kralj Ljudevit I. darovao Ilok Nikoli Kontu
- Kovnica Nikolinog kraljevskog novca u Iloku
- Ilok – sjedište moćne velikaške obitelji Iločkih[neaktivna poveznica]
- Zlatno doba Iloka za vrijeme vladavine Nikole i njegova sina Lovre

- (mađ.) Mađarski katolički leksikon Obitelj Iločkih
- (eng.) Rodoslov obitelji Iločkih